# Eduard Nittner
Eduard Nittner (* 5. Februar 1885 in Görz; † 17. Februar 1913 in Fischamend) war ein österreichischer Offizier der Luftfahrtruppen und Flugpionier.

## Leben

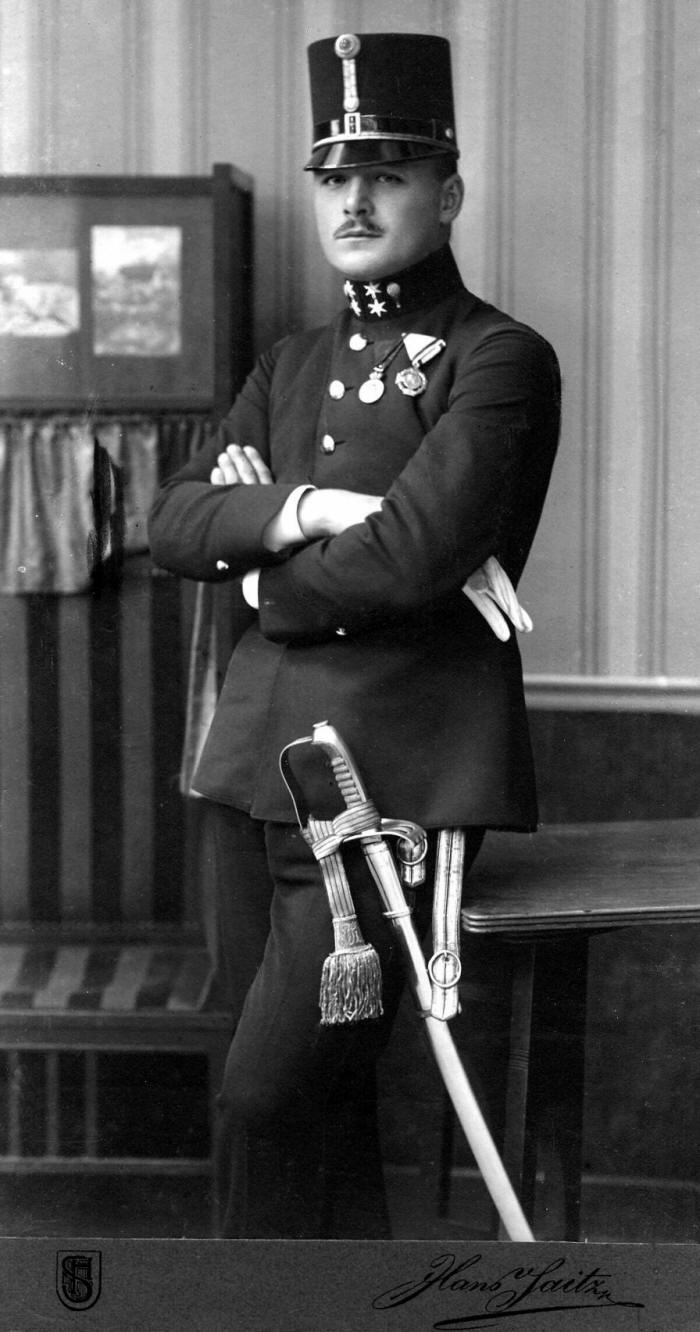
Eduard Nittner

Besondere Bekanntheit erlangte er durch seinen Flug am 3. Mai 1912, bei dem er auf dem Weg von Wiener Neustadt nach Graz den Semmering-Pass mit einer Etrich Taube überquerte. Es war dies das erste Mal, dass in Österreich ein Alpenpass überflogen wurde.
Oberleutnant Nittner kam im Jahr darauf bei einem Flugzeugabsturz am Flugfeld Fischamend ums Leben. Seine letzte Ruhestätte fand der erst 28-Jährige im Grab der Familie Nittner am Pötzleinsdorfer Friedhof (Gruppe B, Reihe 8, Nummer 116) in Wien, wo auch seine Eltern Eduard (1835–1916) und Bertha (1856–1907) bestattet sind. Die Grabstelle wurde 2005 aufgelassen.

## Denkmäler
Auf der Passhöhe im Ort Semmering erinnert das Nittner-Denkmal an die technische Meisterleistung des Überflugs.
Im Park der Theresianischen Militärakademie in Wiener Neustadt wurde 1913 das Nittner-Petrovics-Monument zu Ehren Nittners und des bereits 1912 verunglückten Oberleutnant Aristid von Petrovics enthüllt. Später wurden die Namen weiterer im Dienst verunglückter Flugoffiziere hinzugefügt, so dass das Denkmal nun als der Fliegerstein bekannt ist.
In Fischamend befindet sich ebenfalls ein Denkmal für Nittner.

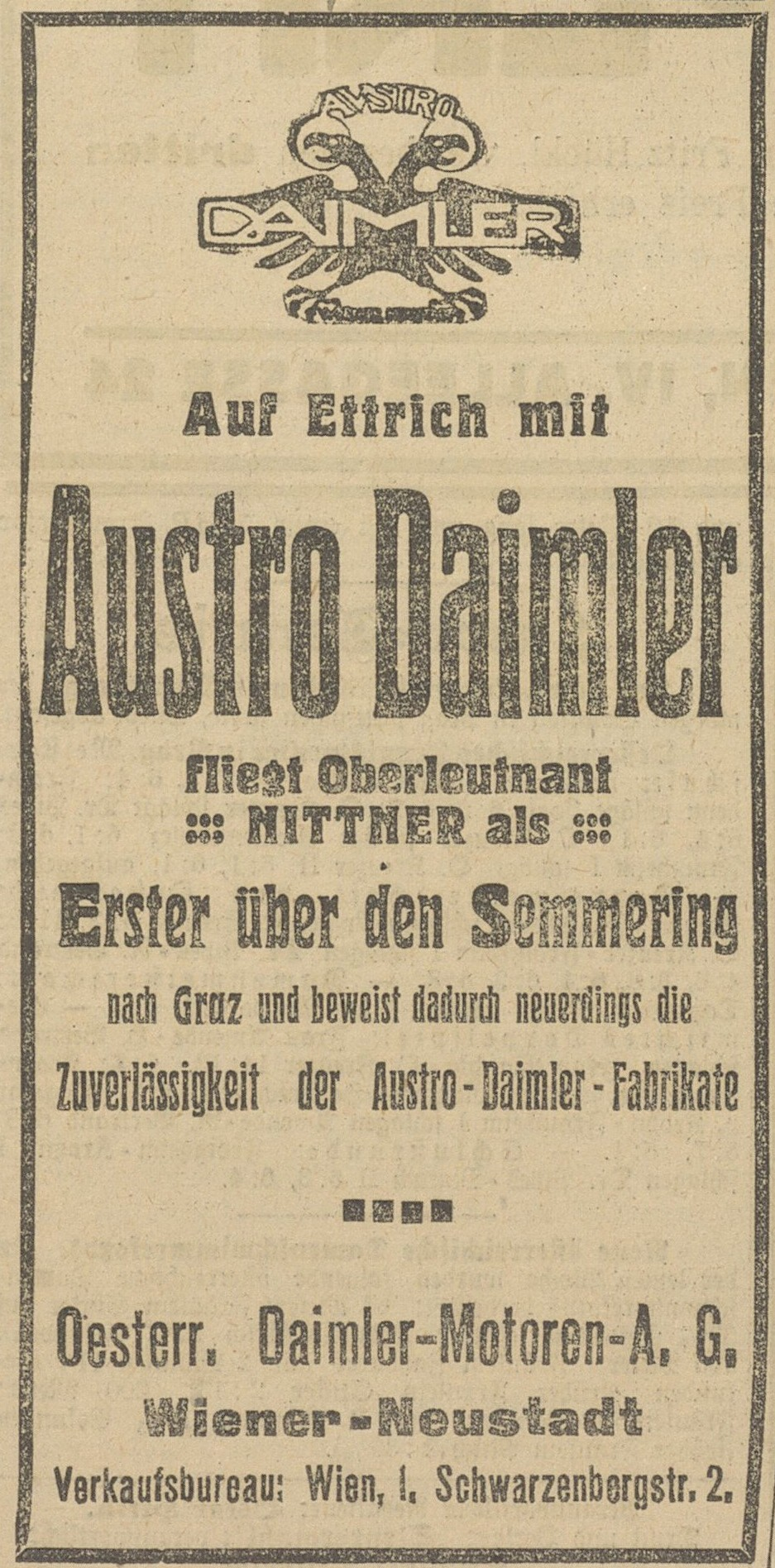
Eduard Nittners Überquerung des Semmering-Passes, von Austro-Daimler für Werbezwecke benutzt (25. Mai 1912)
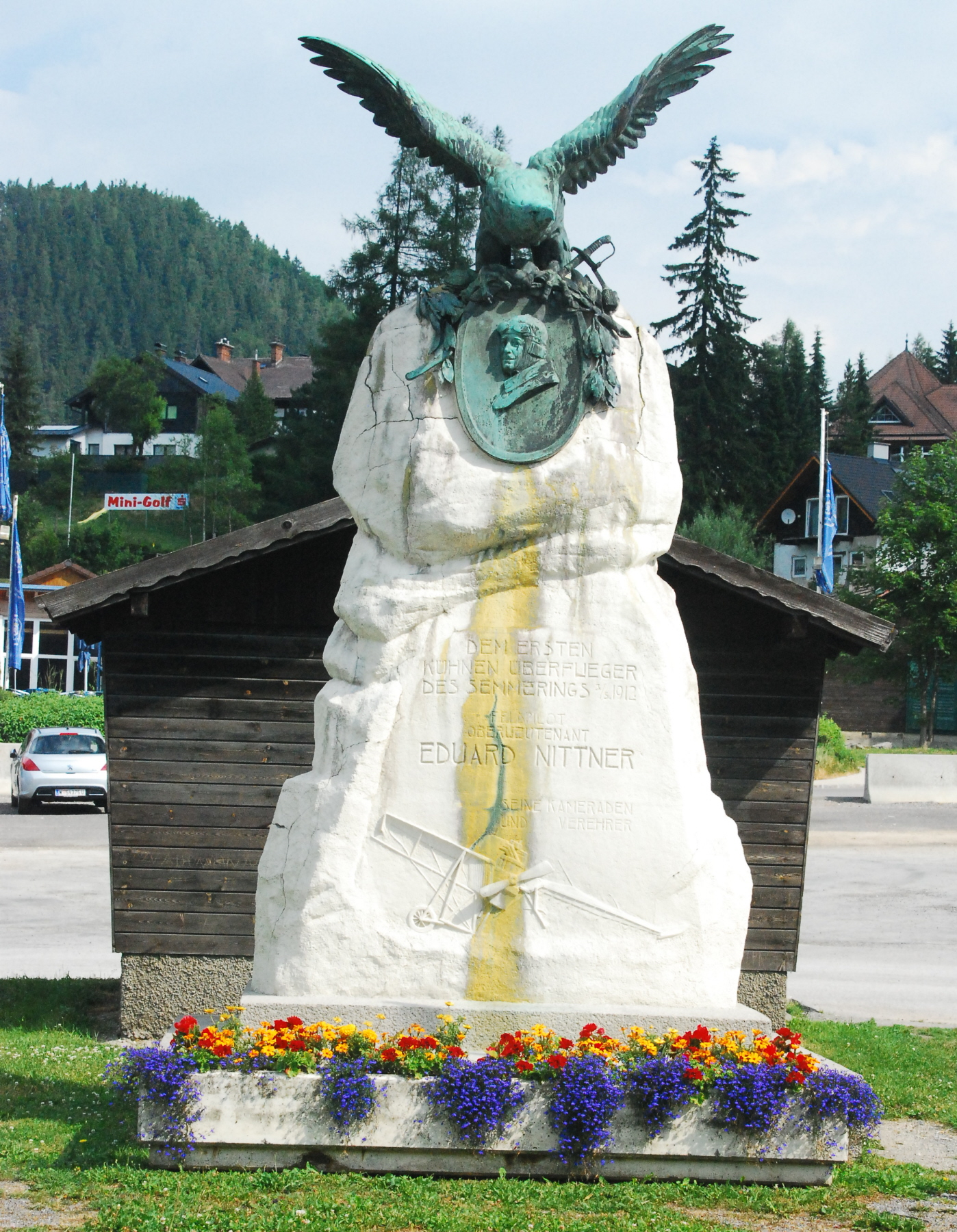
Denkmal am Semmering
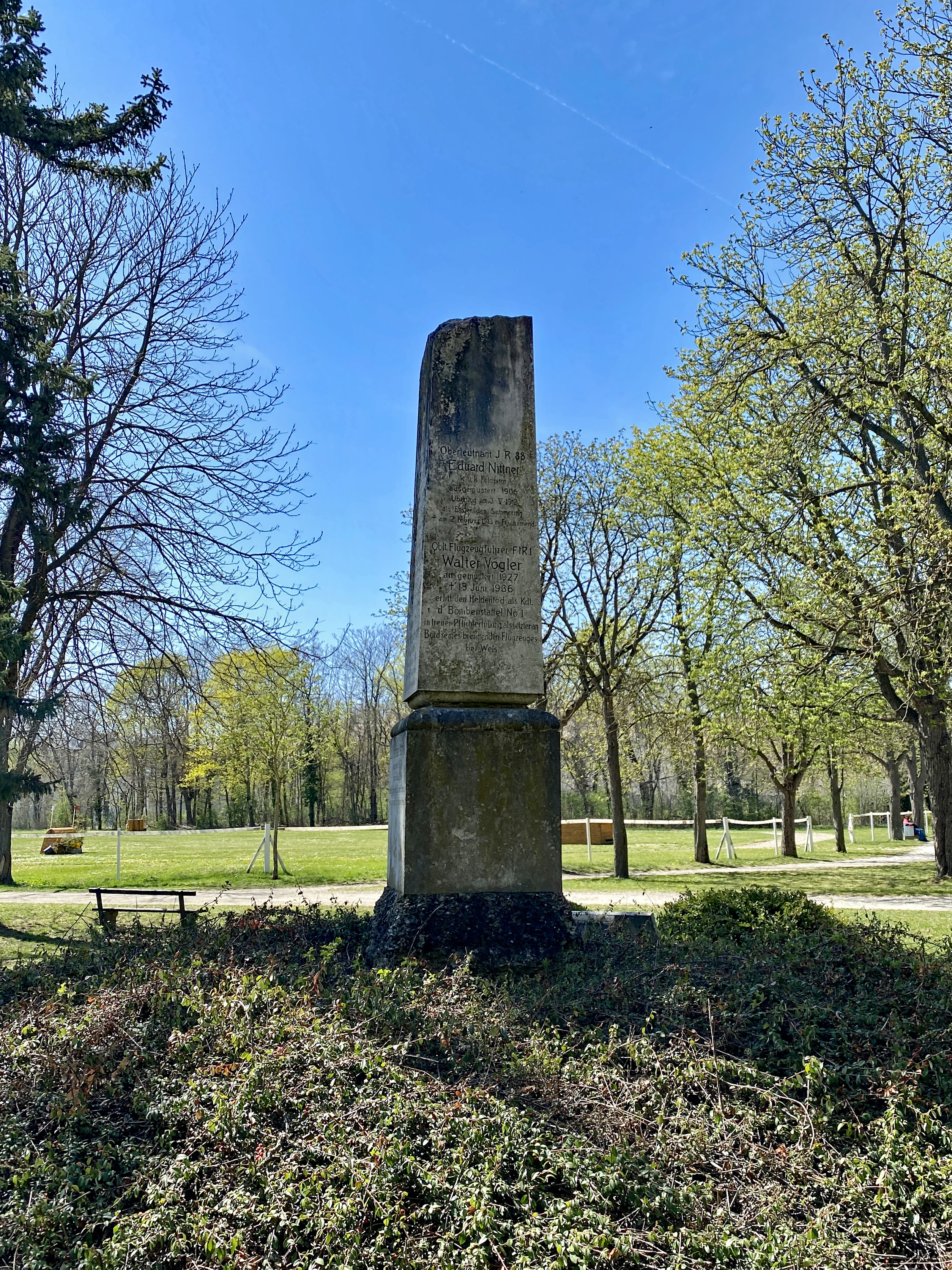
Denkmal in Wiener Neustadt
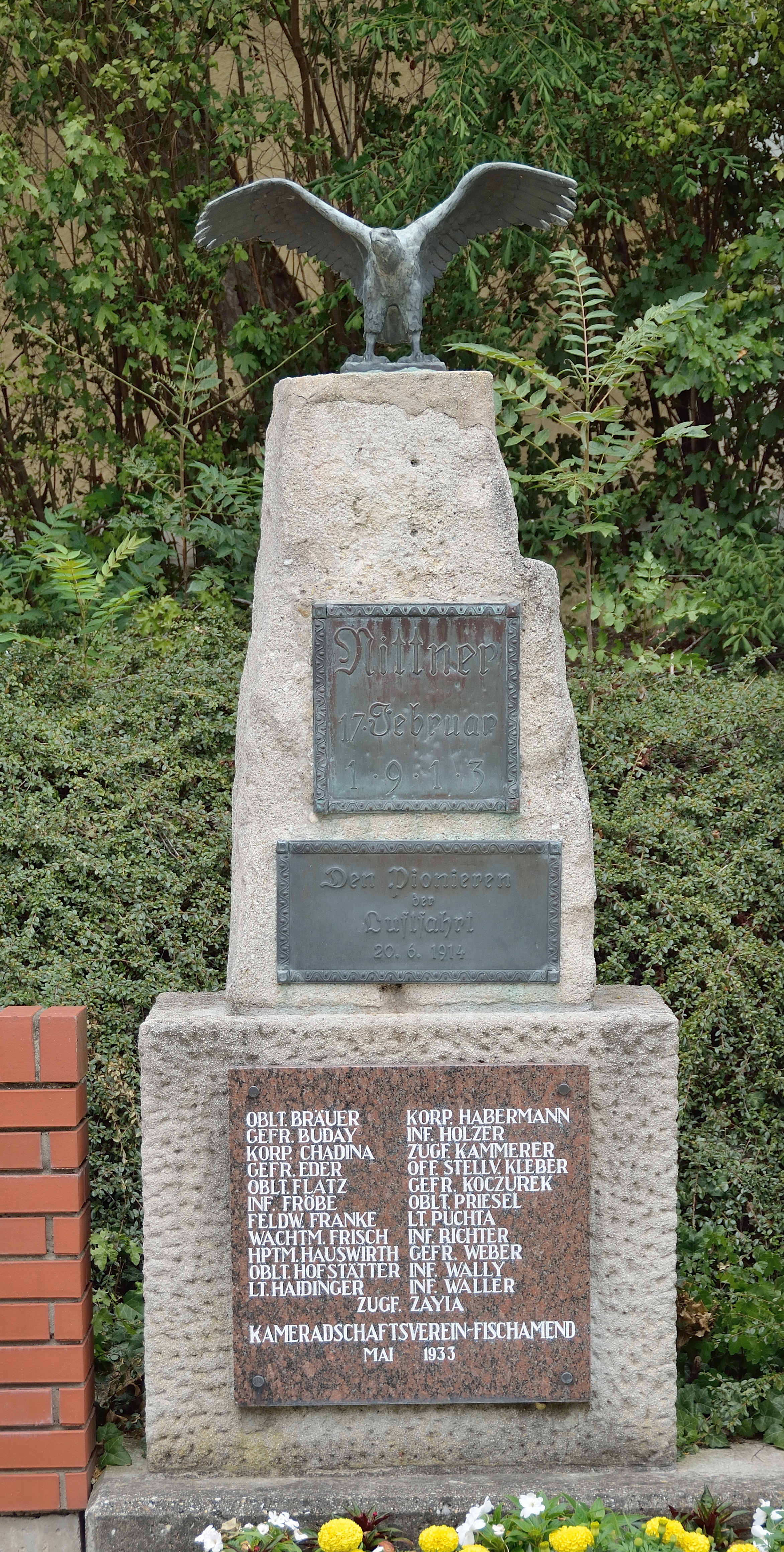
Denkmal in Fischamend

Seit 1967 führt der von Österreichs Bundesheer bis um 2018 genutzte Teil des Flughafens Graz-Thalerhof (bestehend aus Kaserne, Hangars und einer Fliegerwerft, alles westlich der Start-Landebahn) die Bezeichnung Fliegerhorst Nittner. Ferner sind in Graz-Straßgang die „Nittnergasse“ sowie die Straßen „Eduard-Nittner-Straße“ und „Eduard-Nittner-Feld“ in Hörsching nach ihm benannt.